# 山下伶
山下 伶 （やました れい、1987年2月6日 - ）は日本のクロマチックハーモニカ奏者。埼玉県春日部市出身。

## 人物
春日部市立春日部中学校、埼玉県立伊奈学園総合高等学校、桐朋学園芸術短期大学を卒業。 2016年7月20日、ビクターエンタテインメントよりメジャーデビューアルバム『Beautiful Breath』をリリース。所属事務所は株式会社スウィング。従姉妹はSBC信越放送のアナウンサー目黒清華。横浜市在住。
短大ではフルート専攻であったが、2011年にクロマチックハーモニカの存在を知り、徳永延生に師事。2014年にはハーモニカコンテストの3部門で1位を獲得した。2019年4月開校の春日部南中学校の校歌、作詞、作曲を担当。

## 受賞歴
- 2014年 第34回F.I.H. ハーモニカコンテスト 3部門にて優勝、同大会の全部門総合グランプリ 受賞[6][8]
- 2019年1月 3rd.メジャーアルバム『Dear Darling』がJAZZ JAPAN AWARD 2018 制作企画賞 受賞

## ディスコグラフィー

### シングル
- 「木もれび」（2015年5月1日）

### アルバム
- 『The Sound Of Chromatic Harmonica Volume1 』(2013年1月31日)インディーズ 株式会社 R&M エンターテイメント
- 『Anfang』（2015年9月16日）インディーズ ZEYO-2010
- 『Beautiful Breath』（2016年7月20日）ビクターエンタテインメント
- 『Candid Colors』（2017年11月29日）日本コロムビア
- 『Dear Darling』  (2018年12月19日）日本コロムビア
- 『Eternal Ensembles』  (2019年11月27日）日本コロムビア
- 『Fantastic Films』　(2021年4月21日)日本コロムビア
- 『Good Time Good Music』(2023年2月15日）日本コロムビア

## タイアップ
- 『Beautiful Breath』収録自作曲「レインドロップ」：NTV「news every.」お天気コーナーテーマソング（2016年9月 - 11月）
- 『Candid Colors』収録自作曲「Sky Color」：NTV「news every.」お天気コーナーテーマソング（2017年12月 -2018年2月）
- 『Dear Darling』収録共作曲「晴れのち晴れ」：NTV「news every.」お天気コーナーテーマソング（2018年12月 -2019年2月）

## 書籍
- 『生まれつきの女王蜂はいない』 鵜木元香 著　講談社  対談